# Stephen Curry
Wardell Stephen Curry II, född 14 mars 1988 i Akron i Ohio, kallad bland annat Chef Curry och Steph, är en amerikansk basketspelare i Golden State Warriors. Han har vunnit VM med det amerikanska landslaget år 2010 och 2014. Curry vann ligans MVP Award (Most Valuable Player) 2015 och året efter. Curry är en del av det Golden State Warriors lag som våren 2016 slog Chicago Bulls och Michael Jordans rekord över antal segrar per säsong. Det tidigare rekordet var 72-10 från 95-96 säsongen. Currys lag avslutade säsongen med det nya rekordet på 73 segrar och 9 förluster. Han är son till före detta NBA-spelaren Dell Curry.

## NBA-karriär

### Säsongen 2009–10
I NBA-draften i juni 2009 valdes Stephen Curry av Golden State Warriors i den första omgången, som den sjunde totalt. Han undertecknade därpå ett fyraårigt, $ 12.700.000 kontrakt i juli 2009. Curry fick spela sin första NBA-match den 28 oktober 2009 mot Houston Rockets.

### Säsongen 2010–11
Under NBA All-Star Weekend 2011 vann Stephen Curry NBA Skills Challenge med tiden 28,2 sekunder i finalen. Stephen Curry var också mottagare av NBA Sportsmanship Award för säsongen 2010-2011. Han hade i genomsnitt 18,6 poäng; 3,9 returer; 5,8 assist; 1,5 steals och han sköt 44,2% från 3 poängs-linjen för säsongen som Golden State gick 36-46 och missade slutspel.

### Säsongen 2011–12
I maj 2011 fick Curry operera sin högra fotled för att reparera trasiga ligament han fick från flera stukningar under 2010-11 säsongen. Han spelade bara 26 av 66 matcher och hade ett genomsnitt på 14,7 poäng; 3,4 returer; 5,3 assist; 1,5 steals och han sköt 45,5% från 3 poängs-linje. Golden State gick 23-43 den säsongen och missade slutspelet igen.

### Säsongen 2012–13
Curry undertecknade ett fyra år långt kontrakt på $ 44.000.000, en förlängning av kontraktet, som började gälla innan säsongen 2012-13 startade. Curry var redo för starten av säsongen och i genomsnitt över 20 poäng ett spel under månaderna november och december. Han missade fyra matcher i januari på grund av hans högra fotled var som han har/haft problem med. Han spelade 11 av 15 matcher i januari och i genomsnitt 23,5 poäng och 6,3 assist i dem.

## Privatliv
Curry är sedan 30 juli 2011 gift med Ayesha Alexander. Tillsammans har paret tre barn födda 2012, 2015 och 2018.
Currys far, Dell Curry, var också professionell basketspelare i NBA som spelade i dåvarande Charlotte Hornets (idag New Orleans Pelicans) under större delen av sin karriär, och var, liksom Stephen, känd som en duktig skytt. Dell Curry arbetar idag som expertkommentator för det nuvarande NBA-laget Charlotte Hornets (tidigare Charlotte Bobcats). Stephen bär idag samma tröjnummer som sin far (#30). Stephens bror, Seth Curry, spelar också professionell basket, i Brooklyn Nets. Seth spelade tidigare i NBA D-League I Santa Cruz Warriors och spelade säsongen 2013–2014 för Memphis Grizzlies.